# Curtiss CB
Curtiss CB – prototypowy myśliwiec amerykański zaprojektowany i zbudowany w zakładach Curtissa w 1918. Samolot został zaprojektowany dla lotnictwa Armii Amerykańskiej, która nie posiadała wówczas żadnego myśliwca rodzimej produkcji. W samolocie znanym także jako Liberty Battler zastosowano kilka nietypowych rozwiązań (między innymi układ skrzydeł i konstrukcja kadłuba), ale okazał się bardzo nieudany i jedyny prototyp rozbił się we wczesnej fazie testowania.

## Tło historyczne
W momencie wejście Stanów Zjednoczonych do I wojny światowej 6 kwietnia 1916 ówczesna Armia Amerykańska (Aviation Section, Signal Corps była częścią Armii, Siły Powietrzne Stanów Zjednoczonych jako osobny i niezależny rodzaj sił zbrojnych powstały dopiero po II wojnie światowej) nie miała na stanie żadnego samolotu myśliwskiego, w czasie wojny amerykańskie dywizjony wyposażone były w samoloty francuskie i brytyjskie. 1 maja 1916 dowództwo Armii wystosowało zamówienie na „samolot dostosowany do walki i pościgu za wrogimi samolotami”. Samolot miał być uzbrojony w dwa karabiny maszynowe, a napęd miał stanowić silnik o mocy 100-150 koni mechanicznych. Ówczesna amerykańska doktryna bojowa w użyciu lotnictwa była pod bardzo silnym francuskim wpływem na co wskazywał fakt, że wymagane osiągi samolotu były podane w systemie metrycznym, a nie w używanych do tej pory w Stanach Zjednoczonych jednostkach imperialnych. W odpowiedzi na zamówienie Armii powstało kilka projektów i prototypów wybudowanych w różnych firmach, ale do końca wojny nie udało się rozpocząć produkcji żadnego rodzimego amerykańskiego myśliwca, powstały wówczas między innymi takie samoloty jak Orenco B i Thomas-Morse MB-1.
Oprócz prób produkcji własnych samolotów w Stanach Zjednoczonych próbowano także rozpocząć produkcję licencyjnych myśliwców Bristol F.2 Fighter, pierwszym z nich był nieudany USA O-1, drugim nieco bardziej udany Dayton-Wright USXB-1A. Prace nad obydwoma konstrukcjami odbywały się w zakładach Curtissa i postanowiono tam zaprojektować własny samolot, który otrzymał oznaczenie CB zazwyczaj tłumaczone jako Curtiss Battleplane, znany był także jako Liberty Battler. Zamówiono cztery samoloty (numery seryjne 34632-34635), z czego skonstruowano jeden.

## Opis konstrukcji
Curtiss Battleplane (numer seryjny Armii 34632 był jednosilnikowym, dwuosobowym dwupłatem o konstrukcji mieszanej. Skorupowy kadłub samolotu wykonany był z drewna w technologii tzw. Curtiss ply (sklejki Curtissa) składającej się z dwóch warstw szerokich na dwa cale (5 cm) pasów fnorniru połączonych razem spoiwem laminowanym.
Napęd samolotu stanowił chłodzony wodą silnik rzędowy typu Liberty-12 o mocy 425 KM.
Samolot miał nietypowy układ skrzydeł, w celu zwiększenia pola ostrzału strzelca górne skrzydło zostało zniżone do poziomu górnego brzegu kadłuba. Taki układ skrzydeł powodował znaczne zaburzenia w przepływie powietrza, które potęgowane były zainstalowaną na dolnej krawędzie górnego skrzydła chłodnicą silnika. Obniżenie górnego skrzydła zapewniało znakomitą widoczność go góry, ale za to pozbawiało pilota widoczności w dół, aby pomóc mu przy lądowaniu w bocznej części kadłuba wstawiono niewielkie okna mające zapewnić pewną widoczność w dół.
Długość samolotu wynosiła 11,98 m, a rozpiętość skrzydeł 8,25 m. Masa własna pustego samolotu wynosiła 1622 kg, prototyp samolotu nie był uzbrojony.

## Historia
Samolot został zbudowany w zakładach Curtissa w Buffalo na początku 1918. Już pierwsze loty, które odbyły się w maju 1918, wykazały bardzo złe właściwości pilotażowe samolotu spowodowane przede wszystkim zbyt małym oddzieleniem pionowym skrzydeł samolotu. Bliskie położenie skrzydeł Curtissa dawało obserwatorowi znakomite pole ostrzału do góry, ale pozbawiało pilota widoczności w dół, co było ważne szczególnie przy lądowaniu. Samolot został rozbity w początkowej fazie prób i nie został odbudowany. Zamówienie na pozostałe trzy samoloty zostało anulowane.